# Himerta annulata
Himerta annulata là một loài tò vò trong họ Ichneumonidae.